# Mosquer ventregroc
El mosquer ventregroc (Empidonax flaviventris) és un ocell de la família dels tirànids (Tyrannidae).

## Hàbitat i distribució
Habita el bosc boreal de coníferes, vegetació secundària i pantans des del nord de Colúmbia Britànica, oest de Mackenzie, centre d'Alberta i nord de Saskatchewan, cap a l'est, a través del sud de Canadà fins al sud de Labrador i Terranova cap al sud fins en nord dels Estats Units des de nord de Dakota del Nord cap a l'est fins al centre de Nova York, Nova Brunswick i Nova Escòcia, localment a Virgínia.